# Anaea wiegeliana
Anaea wiegeliana är en fjärilsart som beskrevs av Thomas Joseph Witt 1970. Anaea wiegeliana ingår i släktet Anaea och familjen praktfjärilar. Inga underarter finns listade i Catalogue of Life.